# Серкс
Серкс (кат. Cercs, вимова літературною каталанською [sεɾks]) - муніципалітет, розташований в Автономній області Каталонія, в Іспанії. Код муніципалітету за номенклатурою Інституту статистики Каталонії - 82687. Знаходиться у районі (кумарці) Барґаза (коди району - 14 та BD) провінції Барселона, згідно з новою адміністративною реформою перебуватиме у складі Баґарії (округи) Центральна Каталонія. 

## Назва муніципалітету
Назва муніципалітету походить від лат. quercus - "дуб".

## Населення
Населення міста (у 2007 р.) становить 1.331 особа (з них менше 14 років - 9,8%, від 15 до 64 - 63,6%, понад 65 років - 26,6%). У 2006 р. народжуваність склала 6 осіб, смертність - 17 осіб, зареєстровано 5 шлюбів. У 2001 р. активне населення становило 564 особи, з них безробітних - 41 особа.

Серед осіб, які проживали на території міста у 2001 р., 1.025 народилися в Каталонії (з них 840 осіб у тому самому районі, або кумарці), 316 осіб приїхало з інших областей Іспанії, а 30 осіб приїхало з-за кордону. 

Вищу освіту має 5,6% усього населення. 

У 2001 р. нараховувалося 561 домогосподарство (з них 29,1% складалися з однієї особи, 28,5% з двох осіб,20,1% з 3 осіб, 16,8% з 4 осіб, 4,3% з 5 осіб, 0,5% з 6 осіб, 0,4% з 7 осіб, 0,2% з 8 осіб і 0,2% з 9 і більше осіб).

Активне населення міста у 2001 р. працювало у таких сферах діяльності : у сільському господарстві - 1,1%, у промисловості - 36,3%, на будівництві - 16,6% і у сфері обслуговування - 45,9%. 

 У муніципалітеті або у власному районі (кумарці) працює 513 осіб, поза районом - 269 осіб.

### Безробіття
У 2007 р. нараховувалося 45 безробітних (у 2006 р. - 39 безробітних), з них чоловіки становили 37,8%, а жінки - 62,2%.

## Економіка

### Підприємства міста

#### Промислові підприємства
| \| Промислові підприємства міста, за сферою діяльності \| Промислові підприємства міста, за сферою діяльності \| Промислові підприємства міста, за сферою діяльності \| \| Рік \| 2002 р. \| 2001 р. \| \| --------------------------------------------------- \| --------------------------------------------------- \| --------------------------------------------------- \| \| Енергетичні та водні ресурси \| 28,6% \| 26,7% \| \| Хімія та метали \| 14,3% \| 13,3% \| \| Переробка металів \| 35,7% \| 33,3% \| \| Продукти харчування \| 7,1% \| 13,3% \| \| Текстиль \| 7,1% \| 6,7% \| \| Виробництво меблів, видання \| 7,1% \| 6,7% \| \| Інше \| 0% \| 0% \| \| Усього підприємств \| 14 \| 15 \| |         |         |
| Промислові підприємства міста, за сферою діяльності |         |         |
| Рік | 2002 р. | 2001 р. |
| Енергетичні та водні ресурси | 28,6%   | 26,7%   |
| Хімія та метали | 14,3%   | 13,3%   |
| Переробка металів | 35,7%   | 33,3%   |
| Продукти харчування | 7,1%    | 13,3%   |
| Текстиль | 7,1%    | 6,7%    |
| Виробництво меблів, видання | 7,1%    | 6,7%    |
| Інше | 0%      | 0%      |
| Усього підприємств | 14      | 15      |

#### Роздрібна торгівля
| \| Підприємства роздрібної торгівлі міста, за сферою діяльності \| Підприємства роздрібної торгівлі міста, за сферою діяльності \| Підприємства роздрібної торгівлі міста, за сферою діяльності \| \| Рік \| 2002 р. \| 2001 р. \| \| ------------------------------------------------------------ \| ------------------------------------------------------------ \| ------------------------------------------------------------ \| \| Продукти харчування \| 28,6% \| 22,2% \| \| Одяг та взуття \| 9,5% \| 11,1% \| \| Товари для дому \| 0% \| 0% \| \| Книги та періодичні видання \| 4,8% \| 5,6% \| \| Промислова хімічна продукція \| 14,3% \| 11,1% \| \| Продукція, пов'язана з транспортними засобами \| 0% \| 0% \| \| Інше \| 42,9% \| 50% \| \| Усього підприємств \| 21 \| 18 \| |         |         |
| Підприємства роздрібної торгівлі міста, за сферою діяльності |         |         |
| Рік | 2002 р. | 2001 р. |
| Продукти харчування | 28,6%   | 22,2%   |
| Одяг та взуття | 9,5%    | 11,1%   |
| Товари для дому | 0%      | 0%      |
| Книги та періодичні видання | 4,8%    | 5,6%    |
| Промислова хімічна продукція | 14,3%   | 11,1%   |
| Продукція, пов'язана з транспортними засобами | 0%      | 0%      |
| Інше | 42,9%   | 50%     |
| Усього підприємств | 21      | 18      |

#### Сфера послуг
| \| Підприємства міста, що працюють у сфері послуг, за діяльністю \| Підприємства міста, що працюють у сфері послуг, за діяльністю \| Підприємства міста, що працюють у сфері послуг, за діяльністю \| \| Рік \| 2002 р. \| 2001 р. \| \| ------------------------------------------------------------- \| ------------------------------------------------------------- \| ------------------------------------------------------------- \| \| Гуртова торгівля \| 1,9% \| 1,9% \| \| Готелі та готельний бізнес \| 28,3% \| 28,8% \| \| Транспорт та зв'язок \| 28,3% \| 30,8% \| \| Посередницькі фінансові послуги \| 5,7% \| 5,8% \| \| Послуги підприємствам \| 5,7% \| 3,8% \| \| Послуги фізичним особам \| 24,5% \| 25% \| \| Нерухомість та ін. \| 5,7% \| 3,8% \| \| Усього підприємств \| 53 \| 52 \| |         |         |
| Підприємства міста, що працюють у сфері послуг, за діяльністю |         |         |
| Рік | 2002 р. | 2001 р. |
| Гуртова торгівля | 1,9%    | 1,9%    |
| Готелі та готельний бізнес | 28,3%   | 28,8%   |
| Транспорт та зв'язок | 28,3%   | 30,8%   |
| Посередницькі фінансові послуги | 5,7%    | 5,8%    |
| Послуги підприємствам | 5,7%    | 3,8%    |
| Послуги фізичним особам | 24,5%   | 25%     |
| Нерухомість та ін. | 5,7%    | 3,8%    |
| Усього підприємств | 53      | 52      |

## Житловий фонд
У 2001 р. 3,4% усіх родин (домогосподарств) мали житло метражем до 59 м2, 55,8% - від 60 до 89 м2, 26,2% - від 90 до 119 м2 і
14,6% - понад 120 м2.

З усіх будівель у 2001 р. 17,4% було одноповерховими, 46,3% - двоповерховими, 28,7
% - триповерховими, 7,3% - чотириповерховими, 0,2% - п'ятиповерховими, 0% - шестиповерховими,
0% - семиповерховими, 0% - з вісьмома та більше поверхами.

## Автопарк
| \| Автомобілі, зареєстровані у місті, за призначенням \| Автомобілі, зареєстровані у місті, за призначенням \| Автомобілі, зареєстровані у місті, за призначенням \| \| Рік \| 2006 р. \| 2005 р. \| \| -------------------------------------------------- \| -------------------------------------------------- \| -------------------------------------------------- \| \| Приватні автомобілі \| 63,6% \| 64,7% \| \| Мотоцикли \| 7,3% \| 5,8% \| \| Вантажівки \| 24,4% \| 25,5% \| \| Трактори \| 0,6% \| 0,6% \| \| Автобуси та ін. \| 4,1% \| 3,4% \| \| Усього автомобілів \| 1.123 шт. \| 1.095 шт. \| |           |           |
| Автомобілі, зареєстровані у місті, за призначенням |           |           |
| Рік | 2006 р.   | 2005 р.   |
| Приватні автомобілі | 63,6%     | 64,7%     |
| Мотоцикли | 7,3%      | 5,8%      |
| Вантажівки | 24,4%     | 25,5%     |
| Трактори | 0,6%      | 0,6%      |
| Автобуси та ін. | 4,1%      | 3,4%      |
| Усього автомобілів | 1.123 шт. | 1.095 шт. |

## Вживання каталанської мови
У 2001 р. каталанську мову у місті розуміли 97,6% усього населення (у 1996 р. - 98,6%), вміли говорити нею 86,9% (у 1996 р. - 
84,8%), вміли читати 81,3% (у 1996 р. - 75,3%), вміли писати 57,7
% (у 1996 р. - 40,4%). Не розуміли каталанської мови 2,4%.

## Політичні уподобання
У виборах до Парламенту Каталонії у 2006 р. взяло участь 730 осіб (у 2003 р. - 864 особи). Голоси за політичні сили розподілилися таким чином:
| \| Вибори до Парламенту Каталонії \| Вибори до Парламенту Каталонії \| Вибори до Парламенту Каталонії \| \| Рік \| 2006 р. \| 2003 р. \| \| -------------------------------------- \| ------------------------------ \| ------------------------------ \| \| Конвергенція та Єднання (CiU) \| 39,5% \| 42,7% \| \| Соціалістична партія Каталонії (PSC) \| 31,8% \| 35,2% \| \| Народна партія (PP) \| 3,6% \| 4,9% \| \| Ініціатива за зелену Каталонію (IC) \| 4,8% \| 1,3% \| \| Республіканська лівиця Каталонії (ERC) \| 17,4% \| 15,4% \| \| Громадянська партія (C's) \| 0,4% \| 0% \| \| Інші \| 2,6% \| 0,6% \| |         |         |
| Вибори до Парламенту Каталонії |         |         |
| Рік | 2006 р. | 2003 р. |
| Конвергенція та Єднання (CiU) | 39,5%   | 42,7%   |
| Соціалістична партія Каталонії (PSC) | 31,8%   | 35,2%   |
| Народна партія (PP) | 3,6%    | 4,9%    |
| Ініціатива за зелену Каталонію (IC) | 4,8%    | 1,3%    |
| Республіканська лівиця Каталонії (ERC) | 17,4%   | 15,4%   |
| Громадянська партія (C's) | 0,4%    | 0%      |
| Інші | 2,6%    | 0,6%    |

У муніципальних виборах у 2007 р. взяло участь 873 особи (у 2003 р. - 937 осіб). Голоси за політичні сили розподілилися таким чином:
| \| Муніципальні вибори \| Муніципальні вибори \| Муніципальні вибори \| \| Рік \| 2007 р. \| 2003 р. \| \| -------------------------------------- \| ------------------- \| ------------------- \| \| Конвергенція та Єднання (CiU) \| 54% \| 68,8% \| \| Соціалістична партія Каталонії (PSC) \| 26,6% \| 17% \| \| Народна партія (PP) \| 0% \| 0% \| \| Ініціатива за зелену Каталонію (IC) \| 5,2% \| 0% \| \| Республіканська лівиця Каталонії (ERC) \| 0% \| 0% \| \| Громадянська партія (C's) \| 0% \| 0% \| \| Інші \| 14,3% \| 14,2% \| |         |         |
| Муніципальні вибори |         |         |
| Рік | 2007 р. | 2003 р. |
| Конвергенція та Єднання (CiU) | 54%     | 68,8%   |
| Соціалістична партія Каталонії (PSC) | 26,6%   | 17%     |
| Народна партія (PP) | 0%      | 0%      |
| Ініціатива за зелену Каталонію (IC) | 5,2%    | 0%      |
| Республіканська лівиця Каталонії (ERC) | 0%      | 0%      |
| Громадянська партія (C's) | 0%      | 0%      |
| Інші | 14,3%   | 14,2%   |